# Stammgut
Das Stammgut war im Feudalismus ein Vermögen, namentlich Grundeigentum, das sich nach seiner Abstammung vererben und dem (männlichen) Stamme verbleiben sollte, so dass der Erblasser darüber nicht frei verfügen konnte.

## Geschichte
Das Stammgut war Eigentum des Stammgutinhabers, unterlag aber im Hinblick auf die Ansprüche der Söhne und der Agnaten als zukünftigen Erben gewissen Verfügungsbeschränkungen. Davon zu unterscheiden war das Privatvermögen des Stammgutinhabers, das sogenannte Allod, über das er frei verfügen konnte.
Das Stammgut glich in vielerlei Hinsicht dem Familienfideikommiss. Es diente vor allem dazu, den Grundbesitz einer Adelsfamilie den Söhnen zu erhalten und so die politische und soziale Stellung der Adelshäuser zu sichern. Beispiele sind das Stammgut Wussow bei Stettin, das Stammgut Kolborn der Herren von Knesebeck oder das Stammgut Herrndorff in der heutigen Woiwodschaft Niederschlesien.
Das Institut der Stammgüter hatte sich aus dem altdeutschen Recht des nächsten Erben entwickelt und kam zunächst vor allem im Hochadel vor, verbreitete sich aber auch im niederen Adel und im Bürgerstand. Bei Inkrafttreten des Bürgerlichen Gesetzbuchs (BGB) im Jahr 1900 existierte es noch in einzelnen Teilen Deutschlands wie dem Herzogtum Bremen, im Fürstentum Calenberg, dem rheinischen und westfälischen Adel oder in Baden. Mit Einführung des BGB blieben die landesrechtlichen Vorschriften über Stammgüter zunächst weiter in Kraft (Art. 59 EGBGB).
Auch als nach der Novemberrevolution 1919 der Adel in Deutschland abgeschafft wurden, blieben die Stammgüter zunächst bestehen, wobei Art. 155 Abs. 2 der Weimarer Verfassung vorsah, diese letzten adligen Vorrechte zu beseitigen. So beschloss etwa die Republik Baden durch das Stammgüteraufhebungsgesetz vom 18. Juli 1923 (GVBl. 1923 S. 233) die Auflösung aller verbliebenen Stammgüter, die bis 1928 im Wesentlichen vollzogen war. Viele Adelshäuser kamen dieser Entwicklung jedoch zuvor und wandelten die bestehenden Stammgüter in Familienfideikommisse um.
Mit Reichsgesetz vom 6. Juli 1938 wurden in Deutschland die fideikommissrechtlichen Bindungen zum 1. Januar 1939 aufgelöst. Mit Erlöschen des Fideikommisses wurde das Fideikommissvermögen freies Vermögen des letzten Fideikommissbesitzers.
Eine Regelung der Erbfolge durch Einsetzung von Vor- und Nacherben unter Einbeziehung bestimmter „Mannesstammes- und Primogenitur-“, „Abstammungs-“ und „Konfessionsklauseln“ wie die Geburt aus einer hausgesetzmäßigen Ehe ist seitdem von der Testierfreiheit des BGB gedeckt.